# John Anderson (philosophe)
Pour les articles homonymes, voir John Anderson.
John Anderson (1er novembre 1893 - 6 juillet 1962) est un philosophe écossais qui occupe le poste de Challis Professor de Philosophie à l'Université de Sydney de 1927 à 1958. Il fonde la fraction empirique de la philosophie connue sous le nom de réalisme australien.
La promotion par Anderson de la «Libre-pensée» dans toutes les matières, notamment la politique et la morale, est controversée et le met en conflit constant avec les autorités de l'université. Cependant, on lui attribue la formation d'une génération de penseurs et d'activistes influents « andersoniens », dont certains contribuent à placer Sydney à l'avant-garde de la « révolution sexuelle » des années 1950 et 1960.
Pour Anderson, une philosophie acceptable doit avoir un « balayage » significatif et être capable de défier et de façonner des idées dans tous les aspects de l'intellect et de la société.

## Jeunesse
Anderson est né à Stonehouse, dans le Lanarkshire, en Écosse et fait ses études à l'Hamilton Academy dont il remporte une bourse pour fréquenter l'Université de Glasgow lors du concours de bourses de l'université en 1911,. Anderson figure parmi les anciens élèves notables de la Hamilton Academy dans un article de magazine de 1950 sur l'école. Son frère aîné, William Anderson, est professeur de philosophie à l'Auckland University College, de 1921 à sa mort en 1955, et est décrit comme "la figure la plus dominante de la philosophie néo-zélandaise".
Anderson obtient une maîtrise de l'Université de Glasgow en 1917, avec des honneurs de première classe en philosophie (logique et philosophie morale) et des honneurs de première classe en mathématiques et philosophie naturelle. Après avoir obtenu son diplôme, il reçoit la bourse Ferguson en philosophie et la bourse philosophique Shaw, dont les examens sont ouverts aux diplômés de l'une des quatre universités écossaises.
Il est assistant en philosophie au University College, Cardiff (Cardiff) (1917–19), en philosophie morale et logique à l'Université de Glasgow (1919–20) et enseigne la logique et la métaphysique à l'Université d'Édimbourg (1920– 26).

## Théorie sociale
Après son arrivée à Sydney en 1927, il s'associe au Parti communiste d'Australie et contribue à leurs journaux, parfois sous un nom de plume mais, vers 1932, il commence à penser que le communisme sous Joseph Staline en Union soviétique est une dictature, sans place pour le contrôle ou la participation des travailleurs. Il s'aligne ensuite avec le mouvement trotskyste pendant un certain temps. Mais "[il] ne pouvait plus supporter le matérialisme dialectique ni l'État servile qu'il voyait imposé par la doctrine de la dictature du prolétariat",.
Plus tard, Anderson abandonne les formes autoritaires du socialisme et devient ce qu'on appellerait aujourd'hui un libertaire et un pluraliste - un opposant à toutes les formes d'autoritarisme. Parfois, il se décrit comme un anarchiste mais, après les années 1930, il renonce à son utopisme politique antérieur.

## Plaidoyer pour la liberté académique
En tant que professeur Challis de philosophie à l'Université de Sydney, Anderson est un défenseur du principe de la liberté académique contre toute intervention autoritaire. Par exemple, il mène une bataille victorieuse pour mettre fin au rôle de la British Medical Association dans l'établissement des normes de cours et des quotas d'étudiants à la faculté de médecine. Il lutte également contre la présence sur le campus d'une unité militaire - le Sydney University Regiment.
Anderson est censuré par le Sénat de l'Université de Sydney en 1931 après avoir critiqué le rôle des monuments aux morts dans la sanctification de la guerre,. En 1943, il est censuré par le Parlement de la Nouvelle-Galles du Sud après avoir soutenu que la religion n'avait pas sa place dans les écoles. Il fonde la Sydney University Free Thought Society qui est active de 1931 à 1951. Il est président de la société tout au long de cette période.

## Pensée et influence
En tant qu'empiriste engagé, Anderson soutient qu'il n'y a qu'un seul domaine de « l'être » et qu'il peut être mieux compris par la science et la philosophie naturaliste. Il affirme qu'il n'y a pas de dieu surnaturel et qu'il n'y a pas de royaumes non naturels dans le sens des idéaux platoniciens. Il rejette toutes les notions selon lesquelles la connaissance pourrait être obtenue par des moyens autres que des descriptions de faits et toute croyance que la révélation ou le mysticisme pourraient être des sources pour obtenir la vérité. Il soutient que les concepts chrétiens traditionnels du bien et du mal ne sont destinés qu'aux esclaves et qu'en réalité, l'idée de moralité est vide. Pour Anderson, le terme "bon" est valable lorsqu'il est appliqué objectivement aux activités humaines qui sont libres, critiques et créatives, mais les applications subjectives les plus courantes devaient être évitées ou exposées comme trompeuses. L'influence d'Anderson est à la fois étendue et controversée car il a constamment examiné et critiqué les croyances et les institutions sacrées.
L'influence d'Anderson se propage par son impact personnel sur plusieurs générations d'étudiants, les "Andersoniens", qui comprennent les philosophes ainsi que Hedley Bull et Eugene Kamenka (en); l'administrateur australien de la Seconde Guerre mondiale Alfred Conlon (en), de nombreux membres du Sydney Push, le 'I. Futa Helu, et le juriste John Kerr, qui devient plus tard gouverneur général d'Australie.

## Société de la libre pensée et les libertariens de Sydney
L'insistance d'Anderson sur une enquête et une critique incessantes devient centrale dans les principes intellectuels de la société libertaire de l'université qui supplante la société de la libre pensée au début des années 1950 et fournit une plate-forme philosophique pour la sous-culture beaucoup plus large connue sous le nom de « poussée » tout au long des années 1960. Il est un défenseur de la liberté d'expression et critique les interdictions du gouvernement australien sur certaines publications politiques (1928). Il prône les libertés religieuses et sexuelles et la libre discussion des problèmes à une époque où la mention de sujets tabous entraîne généralement une condamnation publique par d'éminents moralistes.
Après la Seconde Guerre mondiale, cependant, Anderson commence à exposer des opinions plus conservatrices. Jim Baker interprète cette dernière étape non pas tant comme "un changement définitif dans sa pensée globale que ... une altération de l'accent et de l'intérêt". En d'autres termes, selon Baker, alors que les positions politiques d'Anderson changent au fil du temps, sa philosophie reste constante. Pour beaucoup, cependant, il semble qu'Anderson s'écarte de son pluralisme. Lors de la grève des mineurs de charbon de 1949, par exemple, il soutient l'action du gouvernement qui utilise des troupes comme briseurs de grève. Lors d'une réunion de la Free Thought Society en août 1950, il refuse de s'opposer à la conscription pour la guerre de Corée. En 1951, il refuse d'autoriser les étudiants à utiliser la Free Thought Society pour défendre le cas du « non » à la tentative de Menzies d'interdire le Parti communiste lors du référendum de cette année-là. L'autoritarisme apparent d'Anderson pousse la plupart de ses membres à abandonner la Free Thought Society et à créer la Libertarian Society. La Free Thought Society tient sa dernière réunion en 1951. La Société Libertaire fonctionne de 1952 à 1969.
Anderson coupe le contact avec les anciens disciples qui forment la Société libertaire. Cependant, même après sa retraite en 1958 et au seuil de sa mort en 1962, il passe quotidiennement dans son bureau, poursuivant son travail et passant en revue les travaux antérieurs. Parmi ses dernières publications figurent Classicism (1960), Empiricism and Logic (1962) et Relational Arguments (1962).